# Chrysozephyrus disparatus
Chrysozephyrus disparatus är en fjärilsart som beskrevs av Francis Gard Howarth 1957. Chrysozephyrus disparatus ingår i släktet Chrysozephyrus och familjen juvelvingar. Inga underarter finns listade i Catalogue of Life.